# Psamathe ancuda
Psamathe ancuda är en ringmaskart som först beskrevs av Elise Wesenberg-Lund 1962.  Psamathe ancuda ingår i släktet Psamathe och familjen Hesionidae. Inga underarter finns listade i Catalogue of Life.